# Сопенья, Федерико
Федерико Сопенья Ибаньес (исп. Federico Sopeña Ibáñez; 25 января 1917, Вальядолид — 22 мая 1991, Мадрид) — испанский историк искусства и музыковед.
Сын инженера Мариано Сопенья. Первые десять лет жизни провёл с семьёй в Бильбао, где учился играть на фортепиано. Затем семья перебралась в Мадрид, Сопенья завершил среднее образование и начал курс литературы, философии и права в Мадридском университете. С началом Гражданской войны в Испании занял сторону лоялистов, участвовал в боевых действиях в Теруэле и Эстремадуре. По окончании войны завершил учёбу в университете, примкнул к организации Католическое действие. В 1939—1943 гг. активно публиковался как музыкальный критик, участвовал в организационной работе по созданию Национального оркестра Испании.
В 1943 г. выбрал церковную карьеру и поступил в духовную семинарию в Витории, а затем в Папский университет Саламанки, который окончил в 1949 г., в том же году был рукоположён во священники. В 1949—1951 гг. продолжал богословское образование в Папском Григорианском университете в Риме.
Вернувшись в Испанию, в 1951—1956 гг. занимал пост директора Мадридской консерватории, вплоть до 1970-х гг. преподавал в ней эстетику и историю музыки. Одновременно в 1953—1977 гг. исполнял обязанности священника в церкви Святого Фомы в университетском городке Мадрида. В 1963 г. основал и начал вести на Мадридском радио радиопередачу «Добрый день, Господи!» (исп. Buenos días, Señor). В 1971—1972 гг. занимал должность директора главного управления музыки в министерстве образования и науки Испании. На всём протяжении 1960-70-х гг. продолжал выступать как музыкальный критик. В 1981—1983 гг. директор Музея Прадо, затем директор Королевской академии изящных искусств Сан-Фернандо.
Опубликовал книги о Хоакине Турине (1943, второе издание 1956), Игоре Стравинском (1958), Густаве Малере (исп. Introducción a Mahler; 1960), Мануэле де Фалье (исп. Atlántida: Introducción a Manuel de Falla; 1962), Хоакине Родриго (1970), Пабло Казальсе (1977), «Критическую историю Мадридской консерватории» (исп. Historia crítica del Conservatorio de Madrid; 1967). Среди музыковедческих исследований Сопеньи — монографии «Реквием в музыке романтизма» (исп. El réquiem en la música romántica; 1965), «Романтическая Lied» (исп. El lied romántico; 1973). Ряд работ Сопеньи посвящены взаимосвязи искусств, среди них книги «Музыка и антимузыка у Унамуно» (исп. Música y antimúsica en Unamuno; 1965), «Искусство и общество в произведениях Переса Гальдоса» (исп. Arte y sociedad en la obra de Pérez Galdós; 1970), «Музыка в Музее Прадо» (исп. La música en el Museo del Prado; 1972), «Пикассо и музыка» (исп. Picasso y la música; 1982). Некоторые работы Сопеньи посвящены также духовно-религиозным аспектам искусства.